# Ambroise Gardeil
Ambroise Gardeil, O.P. (Nancy, 29 marzo 1859 – Nancy, 2 ottobre 1931) è stato un teologo, presbitero e predicatore francese della Chiesa Cattolica.
Docente di teologia specializzato nell'ambito del misticismo, commentò e interpretò san Tommaso d'Aquino alla luce della sua relazione col pensiero di sant'Agostino e nella direzione del discepolo scolastico Giovanni di San Tommaso. Fu il maestro di padre Réginald Garrigou-Lagrange e lo zio di un altro sacerdote domenicano, Henri-Dominique Gardeil (1900-1974).

## Biografia
Entrato a far parte dell'ordine domenicano nel 1878, iniziò a commentare e spiegare il trattato  De Locis Theologicis di Melchor Cano.
Dal 1888 al 1911 insegnò dogmatica e morale a Corbara, presso lo Studium della Provincia Dominicana di Francia, e dal 1893 fu nominato anche direttore dello studio di Le Saulchoir. Negli stessi anni, insieme ai padri Coconnier e Mandonet, fu uno dei co-fondatori di Revue thomiste nella quale pubblicò molti dei suoi studi.
Nel 1911 abbandonò l'insegnamento, dedicandosi alla meditazione delle sue opere e all'apostolato.
La sua opera non esercitò un influsso politico e intellettuale nella società dell'epoca quanto piuttosto segnò lasciò il segno in un'intera generazione di docenti di teologia domenicani, divenuti suoi seguaci. Gardeil si confrontò in modo critico con lo scientismo del XIX secolo, con lo spiritualismo dell'azione teorizzato da Blondel e quindi con il movimento modernista.

## Opere
- La crédibilité et l'apologétique, Gabalda, Paris, 1908, seconda edizione del 1912, 332 pp., ristampa del 2019.
- La Structure de l'âme et l'expérience mystique, vol. 1, Gabalda, Parigi, 1927, 397 pp., ristampa del 2019.
- La Structure de l'âme et l'expérience mystique, vol. 2, Gabalda, 1927, 370 pp., ristampa del 2019
- Le donné révélé et la théologie, Cerf, Juvisy, 1910, seconda edizione del 1932, 372 pp., ristampa del 2017.
- La vraie vie chrétienne, Desclée de Brouwer, Paris, 1935, 362 pp.
- Le Saint-Esprit dans la vie chrétienne, Cerf, Juvisy, 1935, 183 pp.
- Les Dons du Saint-Esprit dans les Saints dominicains: Étude de psychologie surnaturelle et lectures pour le temps de la Pentecôte, Lecoffre, Paris, 1903, 100 pp., ristampa del 2017.
- Le sens du Christ, Cerf, Paris, 1939, 67 pp.

Ristampe
a cura di suor Pascale-Dominique Nau, OP
- La crédibilité et l'apologétique, 2019.
- La Structure de l'âme et l'expérience mystique, vol. 1,  2019.
- La Structure de l'âme et l'expérience mystique, vol. 2,  2019.
- Le donné révélé et la théologie,  2017.
- Le Saint-Esprit dans la vie chrétienne, 2017.
- Les Dons du Saint-Esprit dans les Saints dominicains: Étude de psychologie surnaturelle et lectures pour le temps de la Pentecôte,  2017.